# Daniel Scioli
Pour les articles homonymes, voir Scioli.
Daniel Osvaldo Scioli, né le 13 janvier 1957 à Villa Crespo, quartier de Buenos Aires, est un homme politique argentin. Il est, de 2007 à 2015, gouverneur de la province de Buenos Aires et vice-président du Parti justicialiste. Élu vice-président de la Nation de 2003 à 2007 sur le ticket du Front pour la victoire partagé avec Néstor Kirchner, il préside par conséquent le Sénat pendant ce mandat. Il est aussi secrétaire d'État aux sports et au tourisme d'Eduardo Duhalde (2002-2003). Auparavant, il est sportif de haut niveau et entrepreneur avant d'entamer une carrière politique.
Il se présente à l’élection présidentielle d'octobre 2015, mais est battu par Mauricio Macri.

## Famille
Daniel Scioli est né à Villa Crespo, dans l'agglomération de Buenos Aires, et grandit aux côtés de ses deux frères José et Nicolás au sein d'une famille de classe moyenne résidant à l'angle des rues Corrientes et Humboldt dans la capitale argentine. 
Son père, José Scioli (1928-2002), est propriétaire, par héritage, de l’enseigne d’électroménager Casa Scioli, dont l’exploitation permet à la famille d’acquérir une importante fortune, et codétient d’autre part dans les années 1970 la chaîne de télévision Canal 9, qu’il doit cependant céder aux pouvoirs publics par suite d’une mesure de nationalisation prise par la présidente Isabel Perón ; après avoir été ensuite sous le contrôle de l’armée de 1976 à 1983, la station revient aux mains de ses propriétaires avec l’avènement de Raúl Alfonsín et le retour de la démocratie. Du reste, Daniel Scioli ne cesse plus tard d’entretenir des relations étroites avec de puissants patrons de presse, tels que Florencio Aldrey Iglesias, propriétaire de la société multimédia La Capital et de l’hôtel Hermitage à Mar del Plata, et Daniel Hadad, ancien patron de Canal 5 Noticias (C5N).
En 1975, son frère José est enlevé par le groupe armé Armée révolutionnaire du peuple (Ejército Revolucionario del Pueblo, en abrégé ERP) et il échoit à Daniel Scioli, alors âgé de 18 ans, de négocier avec les ravisseurs la libération de son frère, lequel est libéré moyennant paiement par le père d’une rançon en espèces, dont le montant n'est pas divulgué.
Daniel Scioli fait ses études secondaires au collège Ward, établissement privé d’origine américaine et d’inspiration protestante situé dans le quartier Villa Sarmiento à Buenos Aires, puis suit les cours de l’École supérieure de commerce Carlos Pellegrini de l’université de Buenos Aires. Il étudie ensuite le marketing à l'université argentine de la empresa (UADE), également à Buenos Aires. En 2015, il se réinscrit dans la même université et est reçu licencié en sciences commerciales le 5 octobre de la même année après avoir passé, à titre d’étudiant libre, les dernières matières qui lui restent et soutenu sa thèse.
En 1991, il épouse (civilement et religieusement, dans l’église néo-gothique San Agustín de Buenos Aires) le mannequin vedette Karina Rabolini, née en 1967 à Elortondo, dans la province de Santa Fe, mais de qui il divorce en 1998. Cependant, il se remet en ménage avec elle en 2003, et Karina est alors appelée à participer à nombre d’événements publics, remplissant les fonctions d’épouse du vice-président de la République d’abord, du gouverneur de la province de Buenos Aires ensuite. À l’heure actuelle, Karina Rabolini préside la Fundación Banco Provincia.
Daniel Scioli a une fille, Lorena Scioli, née en 1978 d'une précédente union avec Margarita Renteria, qui grandit auprès de sa mère dans la ville de Rosario. Daniel Scioli la reconnut à ses 18 ans, contraint à cela par le résultat d’une procédure judiciaire en filiation.

## Carrière sportive
Parallèlement, il pratique de nombreux sports : natation, tennis, basket-ball et badminton, mais c'est dans les compétitions de bateau à moteur qu'il acquiert du succès à partir de 1986, devenant vice-champion du monde dans la catégorie 6 litres offshore. Trois ans plus tard, le 4 décembre 1989, il perd son bras droit lors d'un accident, pendant la course 1 000 km Delta Argentino sur le Rio Paraná. Il continue toutefois sa carrière en utilisant une prothèse, et participe à de nombreuses courses, remportant huit titres mondiaux dans différentes catégories. En 1991, il gagne le titre de Superboat World Champion avec l'un des bateaux les plus puissants au niveau international. Il réussit ainsi simultanément à se rendre populaire et à populariser ce sport, qui finit par être diffusé par les chaînes de télévision argentines.

## Carrière d'entrepreneur
Après sa carrière sportive, il décide de commencer une carrière d'entrepreneur lié au marché de l'électricité (son grand-père est électricien). En 1991, Electrolux, qui a quitté le pays en 1983, le nomme représentant local, et Scioli organise ainsi le retour de la firme en Argentine, effectif en 1995. et il permet à la compagnie, après avoir quitté le pays pour cause d'instabilité, de se rétablir en 1994. Parallèlement, il fonde sa propre compagnie d'électroménager, Scioli Internacional, qui finit par faire faillite. Les employés licenciés tentent sans succès de réclamer en justice le paiement de leurs salaires. Au retour d'Electrolux en Argentine, Scioli en devient son PDG jusqu'en 1997. 

## Carrière politique

### Député national pour Buenos Aires
En 1997, il décide, avec le soutien de son ami Carlos Menem (qui a été son partenaire lors d'une course navale, de qui il a soutenu la candidature en 1995 et qui se trouve alors en perte de popularité), d'entamer une carrière politique en se présentant aux législatives sur les listes du Parti justicialiste à Buenos Aires, après avoir su s’imposer aux élections internes de ce parti. Il est élu député national pour la ville autonome de Buenos Aires le 10 décembre 1997, et réélu en octobre 2001. Pendant qu’il occupe son siège de député, il est nommé président de la Commission des sports de la Chambre des députés (1997-99; 1999-2001). 
Pendant son mandat législatif, il est membre de la commission des Petites et Moyennes Entreprises, de la commission des Handicapés, et de la commission d’enquête sur le blanchiment d'argent.

### Secrétaire national au Tourisme et aux Sports
Réélu député national en 2001, mais ayant demandé à faire partie du cabinet ministériel de l’éphémère président Adolfo Rodríguez Saá, il devient en décembre 2001 secrétaire national au Tourisme et aux Sports, puis est confirmé à ce poste par le président intérimaire Eduardo Duhalde en janvier 2002,. Il démissionne cependant en septembre 2002, pour être remplacé par Inés Pérez Suárez,.

### Vice-président de la nation argentine

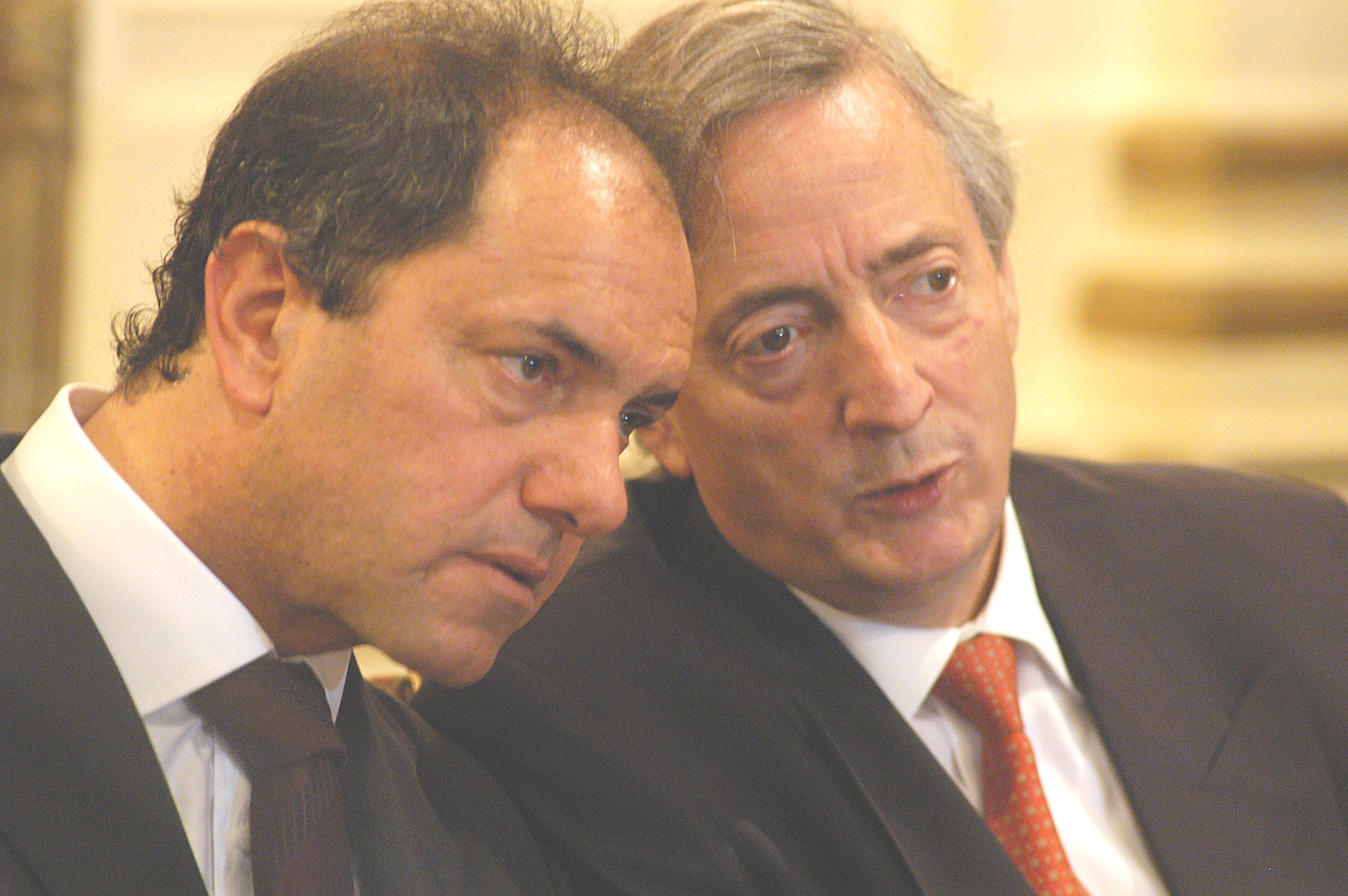
Daniel Scioli avec le président Néstor Kirchner.

Aux élections de 2003, il se présente à la vice-présidence sous la formule présidentielle de Néstor Kirchner, lequel est déclaré élu président de la république à la suite du retrait de Carlos Menem. En sa qualité de vice-président, il lui incombe en outre de présider le Sénat,.
Dans cette double fonction de vice-président de la Nation et de président du Sénat, Scioli contribue à la promotion de l’Argentine à l’extérieur, se mettant notamment à la tête de missions commerciales pour diverses destinations. Au Sénat, il est l’initiateur de lois nouvelles tendant à faire se développer en Argentine une nouvelle matrice productive dans des domaines tels que les logiciels, la biotechnologie, les biocarburants, les industries culturelles, le microcrédit, le travail et le capital humain.

### Gouverneur de la province de Buenos Aires
Le 28 octobre 2007, lors des élections pour le gouvernorat et le vice-gouvernorat de la province de Buenos Aires, la liste Frente para la Victoria, emmenée par la formule Daniel Scioli―Alberto Balestrini, réussit à recueillir le soutien de 48,24 % des votants, contre 16,6 % pour l’ex-radicale Margarita Stolbizer (Coalition civique) ; le candidat de la droite, Francisco de Narváez (Unión - Pro) arrive troisième avec 14,9 % des suffrages. Le 10 décembre 2007, quelques heures seulement après l'échéance de son mandat de vice-président de la république, il est donc investi gouverneur de la province de Buenos Aires dans la capitale provinciale La Plata. Le même jour, il annonce son intention d’adhérer au projet porté par la présidente Cristina Fernández de Kirchner.
Aux législatives anticipées de juin 2009, il se présente à Lomas de Zamora (province de Buenos Aires) aux côtés de Néstor Kirchner ; ne pouvant légalement cumuler le poste de gouverneur et de député, sa candidature est exclusivement symbolique, Scioli prévoyant de laisser, s’il est élu, son mandat de député au suivant sur la liste justicialiste. Celle-ci est toutefois battue (de deux points) par la liste de droite, Propuesta Republicana, menée par l’homme d'affaires Francisco de Narváez et Felipe Solá. Deux jours après l’échec électoral du péronisme, Kirchner démissionne de la présidence du Parti justicialiste, remplacé par Scioli, qui en était le vice-président. Mais en novembre 2009, la direction justicialiste rejette, avec l’appui de Scioli, la démission de Kirchner, qui redevient donc président du parti. 
Le 23 octobre 2011, Scioli est réélu gouverneur de la province de Buenos Aires pour un nouveau mandat de 4 ans, avec 55,07 % des voix,― soit un écart de plus de 3 millions de suffrages par rapport à son plus proche concurrent ―, et s’imposant dans 128 municipalités.

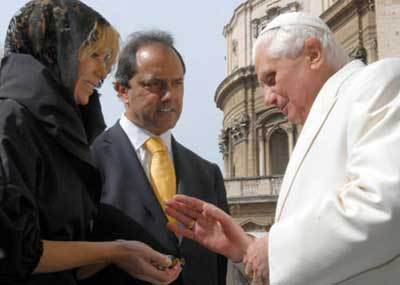
Scioli et Karina Rabolini auprès du pape Benoît XVI.

Sous son gouvernorat est promulguée la loi relative à la procréation assistée gratuite (Ley de Fertilización Asistida Gratuita), qui place la province de Buenos Aires à l’avant-garde sous ce rapport, et fixe un droit dont bénéficient ensuite tous les Argentins en 2013, lorsque la même loi est sanctionnée au niveau national. Cette même année fut adoptée, à l’échelon provincial, la nouvelle loi sur l’adoption. Par le décret 1062/13 est établi, à l’intention de l’ensemble des citoyens et en particulier de ceux en situation de pauvreté, le droit légal à un logement décent, et est d’autre part édicté l’obligation pour les grandes sociétés immobilières de céder une part de 10 pour cent de la valeur des biens au bénéfice de projets de logements sociaux. Concomitamment avec cette loi est octroyée une exonération fiscale aux retraités qui sont propriétaires d’un immeuble d'une valeur locative cadastrale ne dépassant pas une certaine limite ou dont les revenus sont inférieurs à deux fois le montant du minimum vieillesse, exemptant ainsi de l’impôt 300 mille pensionnés.
Entre 2010 et 2013 sont créées sept Unidades de Pronta Atención (UPA 24hs) — à Lomas de Zamora, Avellaneda, Lanús, La Matanza, Almirante Brown, Los Hornos (près de la Plata) et Lezama —, établissements de soins situés plus près des populations et constituant un système de garde hospitalière de haute technicité. Toujours  dans le domaine des infrastructures sanitaires, l’on construit et met en service l’hôpital materno-pédiatrique Dr. Alberto Balestrini à Ciudad Evita, dans la partido de La Matanza. 
Sont lancés d’autre part des travaux d’agrandissement du port de La Plata. Dans le domaine des infrastructures routières, l’on entreprend la réfection et l’élargissement de la route provinciale 6, laquelle relie le port de Zárate à la ville de La Plata et constitue ainsi une façon de quatrième rocade autour de l’agglomération de Buenos Aires. 
En 2013 est inauguré le Musée d’art contemporain de la province de Buenos Aires (Museo MAR de Arte Contemporáneo) dans la ville portuaire et balnéaire de Mar del Plata.
En avril 2014, Scioli décrète pour raisons de sécurité publique l’état d’urgence pour une durée de 12 mois et élabore et met en œuvre un plan contre l’insécurité,, comportant la création de 11 écoles de police décentralisées afin de renforcer le système de prévention et d’augmenter le nombre des effectifs, et parallèlement un ensemble de réformes du code de procédure pénale, notamment par la loi 13.943, qui limite les possibilités de recours pour les délinquants dangereux, la loi 14.128, qui restreint la remise en liberté pour les récidivistes et pour les adultes utilisant des mineurs pour commettre des délits, la loi 14.517, qui durcit les conditions mises à l’excarcération de ceux ayant fait usage d’armes à feu, et par un projet de loi prescrivant des peines incompressibles pour détention et port d’armes à feu sans permis et déclarant équivalents les calibres d’armes civiles et ceux d’armes de guerre, entre autres mesures,.

### Président du Parti justicialiste
Scioli est président du Parti justicialiste à deux reprises : pendant quelques mois en 2009 (de juin à novembre), puis entre 2010 et 2014.

### Candidat à la présidence de la République argentine

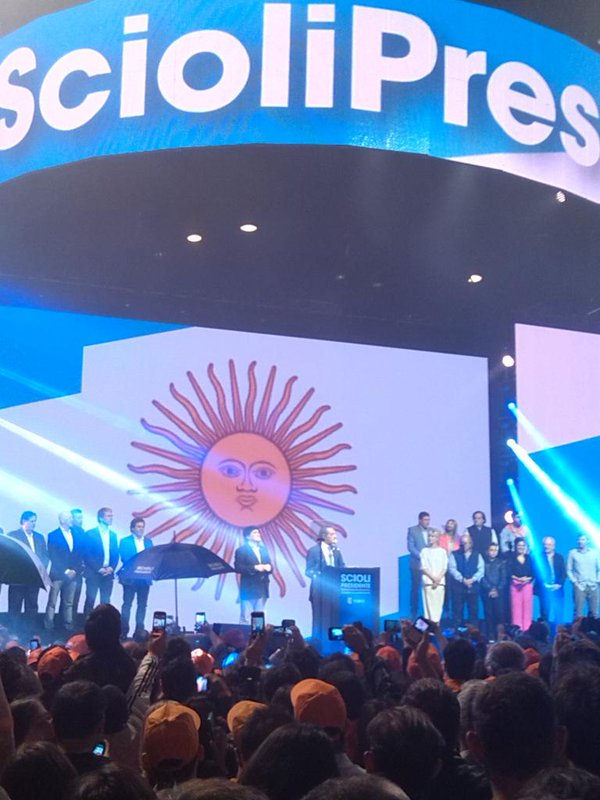
Scioli prononçant son discours de clôture de la journée de rassemblement avant le premier tour de l’élection présidentielle de 2015.

En vue de l’élection présidentielle argentine de 2015, Daniel Scioli, alors gouverneur de la province de Buenos Aires, pose sa candidature aux élections dites primaires devant se tenir en août. Son candidat à la vice-présidence est Carlos Zannini, alors président du Secrétariat légal et technique de la Nation (organisme public dépendant directement de la présidence de la république et s’occupant de questions légistiques),. En tant que pré-candidat à la présidence, il obtient lors de ces élections primaires, pour le compte du Frente para la Victoria, 8 720 573 voix, soit 38,67% de l’électorat, arrivant en tête dans 20 des 23 provinces argentines.
Il se situe sur la droite de la présidente Cristina Kirchner, tant sur les questions économiques que sur les questions sécuritaires, refusant d’augmenter les impôts et exigeant un durcissement des peines pour les atteintes à la propriété privée.
Il doit faire face à cinq adversaires : Mauricio Macri, Sergio Massa, Margarita Stolbizer, Nicolás del Caño et Adolfo Rodríguez Saá. Scioli et Zannini obtiennent le meilleur score au premier tour avec 37,08 % des suffrages , mais sont devancés au second tour par le duo Macri / Michetti et reconnaissent leur défaite le soir même, n’obtenant que 48,66 % des voix.

## Critiques
Le 8 janvier 2010, le gouvernement provincial de Scioli met son véto à la loi accordant une prime de retraite aux enseignants et aux fonctionnaires ayant pris leur retraite entre 2002 et 2005 et pouvant faire état de trente années de service. Ce véto suscite de dures critiques de la part des secteurs de l’opposition et des organisations professionnelles. Selon le gouverneur cependant, le véto est décidé dans le cadre d’une crise économique, et que la prime est en réalité seulement « suspendue » par suite de l’urgence économique de 2008,.
En mai 2008, le journal argentin Perfil et le magazine Noticias font paraître une note indiquant que Scioli aurait des arriérés d’impôts de quelque 11000 pesos.
Lors des inondations catastrophiques survenues en pleine campagne pour les présidentielles de 2015, l’action de Daniel Scioli est la cible de nombreuses critiques portant plus spécialement sur le retard présumé pris par les travaux de drainage dans différentes zones de la province, en particulier l’interruption du dragage du fleuve Salado, dragage pourtant prévu dans le projet de Plan directeur du Río Salado mis au point sous le gouvernorat d’Antonio Cafiero (1987-1991).  